# Mario Robbe
Mario Robbe (Tilburg, 23 augustus 1973) is een Nederlands darter die uitkomt voor de WDF. Eerder kwam Robbe uit voor de BDO en de PDC.

## Carrière
Robbe maakte zijn WK-debuut tijdens het BDO World Darts Championship in 2007, waar hij in de eerste ronde verloor van Ted Hankey. Hij nam opnieuw deel aan Lakeside in 2008, maar verloor opnieuw in de eerste ronde van Nederlander Remco van Eijden. In 2016 stapte Robbe over naar de PDC en sleepte in januari 2018 een tourkaart binnen door deelname aan de Q-School.

## Resultaten op Wereldkampioenschappen

### BDO
- 2007: Laatste 32 (verloren van Ted Hankey met 0-3)
- 2008: Laatste 32 (verloren van Remco van Eijden met 1-3)

### WDF
- 2007: Halve finale (verloren van Mark Webster met 1-4)